# Argolis

Argolis na mapě Peloponésu

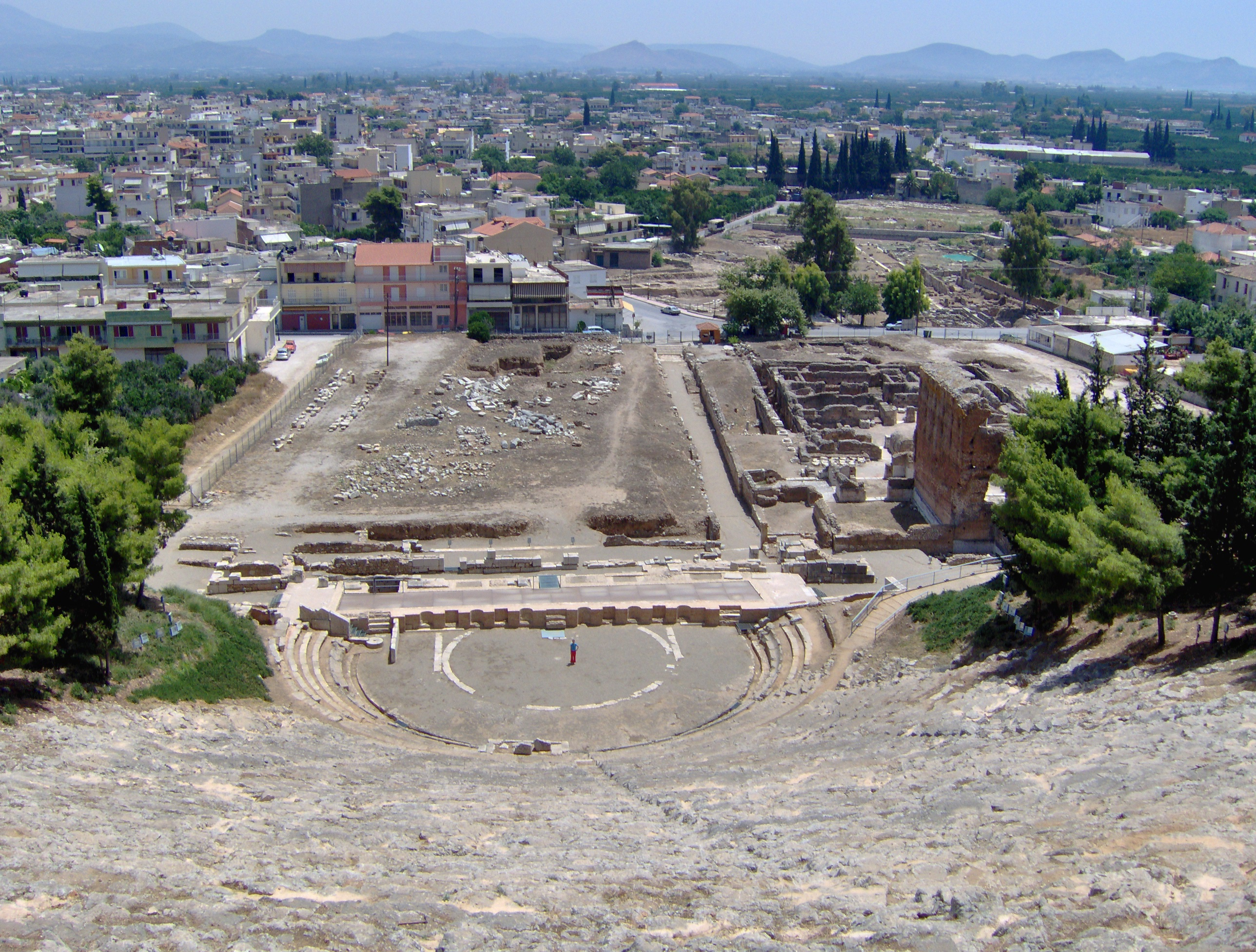
Zříceniny starověkého divadla v Argu

Argolis nebo také Argolida (Ἀργολίς, Αργολίδα) je historické území v Řecku, na východním výběžku poloostrova Peloponés.
Oblast je pojmenována podle úrodné roviny okolo města Argos. Argolis byla střediskem mykénské kultury, zdejší legendární vládci (Adrástos, Diomédes, Temenos) odvozovali svůj původ od samotného Hérakla. V 11. století př. n. l. oblast osídlili Dórové a podmanili si původní obyvatelstvo. Argos se stal důležitým mocenským centrem, protivníkem Sparty v boji o nadvládu nad Peloponésem. Město vynikalo ve zpracování kovů (bronz, stříbro) a produkci figurální keramiky. V náboženském životě hrál důležitou roli kult bohyně Héry, jíž byl zasvěcen chrám Heraion, jedna z prvních kamenných svatyní v archaickém Řecku. V obci Kleone na území Argolidy se také konaly nemejské hry, jeden z nejdůležitějších řeckých sportovních a náboženských svátků.
Největšího rozmachu dosáhl argoský stát v 7. století př. n. l., za vlády krále Feidóna, který razil stříbrné mince ceněné v celém řeckém světě a ovládl významný ostrov Aigina. Ačkoli byli Argejci Dórové, spojili se s iónskými Athénami proti Spartě. Sérii válek ukončil v roce 494 př. n. l. spartský král Kleomenés I., který pobil podle Hérodota šest tisíc argejských bojovníků a podřídil město spartské nadvládě. Argolis pak hrála v řeckých dějinách už jen druhořadou úlohu, ovládali ji Římané, Byzantinci, Morejský despotát (v této době se v oblasti usídlilo množství přistěhovalců z Albánie, takzvaní Arvanité, kteří zde tvoří dosud početnou menšinu) a Osmanská říše. Po obnovení řecké nezávislosti v roce 1822 bylo nakrátko argoliské Nafplio hlavním městem nového státu. V rámci královského Řecka byla Argolis spojena s Korintem a ostrovem Kythéra do správního celku Argolidocorinthia, od roku 1949 tvořila samostatnou prefekturu a od roku 2010 regionální jednotku v rámci kraje Peloponés, o rozloze 2154 km² a s více než sto tisíci obyvateli, i když současné hranice se od historických poněkud liší. Hlavním městem už není starobylý Argos, ale přístavní město Nafplio.
Střední část Argolidy je rovinatá, protéká jí řeka Inachos, pěstují se citrusy, vinná réva a olivovníky, zbytek území tvoří vysoká pohoří, nejvyšším bodem je Oligyrtos (1935 m n. m.) na hranicích s Arkádií. Pobřeží omývají Saronský záliv a Argolický záliv, rozšířen je rybolov a turistika: významné památky se nacházejí ve městech Mykény, Tíryns a Argos, v Nafpliu je velká pevnost Palamidi postavená Benátčany. Územím Argolidy prochází Evropská silnice E65. Regionální jednotka má vlastní televizní stanici Max TV, která sídlí v Nafpliu.